# Voice or Noise
Voice or Noise (ボイス・オア・ノイズ?, Boisu oa Noizu) è una serie manga di genere shōnen'ai pubblicata a partire dal 2003. La storia si concentra sulla relazione affettiva che sboccia tra Shinichiro, studente di liceo, ed un professore universitario di nome Narusawa: entrambi sono dotati di una capacità molto particolare, difatti sanno parlare con gli animali.

## Personaggi
Shinichiro
In principio frequenta ancora le medie e cercando aiuto per il suo cane malato Flappy incontra Narusawa; gli è stato fatto conoscere dal veterinario il quale lo ha informato d'aver la facoltà di comunicar con gli animali.
Il ragazzo comincia da allora a far frequenti visite all'uomo, andando a trovarlo a casa sua, sperando al contempo d'acquisir anche lui la stessa capacità di Narusawa. Col tempo Shinichiro impara a dialogar col gatto dell'uomo, Acth.
Narusawa
Un lunatico ed introverso professore di matematica che insegna all'università, ha la capacità di comprendere la lingua degli animali. È un misantropo che preferisce evitare la compagnia degli altri esseri umani; ma da quando il giovane Shinichiro incomincia a fargli visita gli si affeziona lentamente.
La sua personalità e la sua strana dote derivano da un incidente avvenuto durante la sua infanzia: prima del funerale di uno dei suoi compagni di classe vide due insegnanti spingere un cane che era appena stato investito da un'automobile ai bordi della strada e coprirlo. La maniera indifferente con cui lo fecero indurì il cuore di Narusawa nei confronti degli uomini.
Acht
Un gatto nero che vive nell'abitazione di Narusawa. È un animale poliglotta che conosce giapponese, tedesco ed inglese: se non ha nessuno con cui intavolare qualche discorso si annoia a morte.